# رشته‌کوه نندلگین
رشته‌کوه نندلگین (روسی: Нендельгинский хребет) یک رشته‌کوه در استان یاقوتستان کشور روسیه است.